# Museo Frederic Marès
Het Museo Frederic Marès is een stedelijk museum gelegen in Barcelona. De verzameling bevat hoofdzakelijk sculpturen uit de Spaanse School uit de verzameling van de beeldhouwer Frederic Marès.

## Frederic Marès i Deulovol
Frederic Marès (1893-1991) was een beeldhouwer geboren in Portbou, die gekend was voor zijn openbare beeldwerken. Hij schonk zijn eigen oeuvre en zijn privéverzameling aan de stad Barcelona. Naast de grote verzameling bracht hij ook objets de vertu en een kabinet volkskunst en erfgoed tezamen. Dit kabinet bevat onder meer pijpen, horloges, juwelen, foto's, speelgoed en apotheekmateriaal. Het museum is ondergebracht in een deel van het Koninklijk Paleis van de graven van Barcelona.

## Verzameling
Het zwaartepunt van zijn verzameling bestaat uit waardevol polychroom beeldhouwwerk van de Catalaanse school, late middeleeuwen. De verzameling monumentale crucifixen dateert uit de XIIIe tot XIVe eeuw. Daarnaast is er ook werk van de Sevillaanse school uit de XVIIe eeuw opgenomen. Er zijn polychrome sculpturen te bezichtigen van Manuel Álvarez, Felipe Bigarny, Gregorio Fernández, Alejo de Vahía, Jasper de Hemeleer en andere meesters. De verzameling die Mares bijeenbracht van oude beelden is zeer vermaard, en behoort tot de grootste in zijn soort. 

### Topwerken
- Juan de Mesa, Sint-Antonius van Padua.
- Pedro de Mena, Sint Petrus van Alcántara MFM 1364
- Alonso González Berruguete Sint-Rochus MFM 269
- Meester van het Bloed; Políptico de la Virgen de la Soledad

De kabinet van de verzamelaar bevat oude "diorames Engelbrecht", waaiers, snuifdozen, majolica, keramiek, een verzameling daguerotypen, historisch speelgoed, volkskunst, etc.

## Fotogalerij

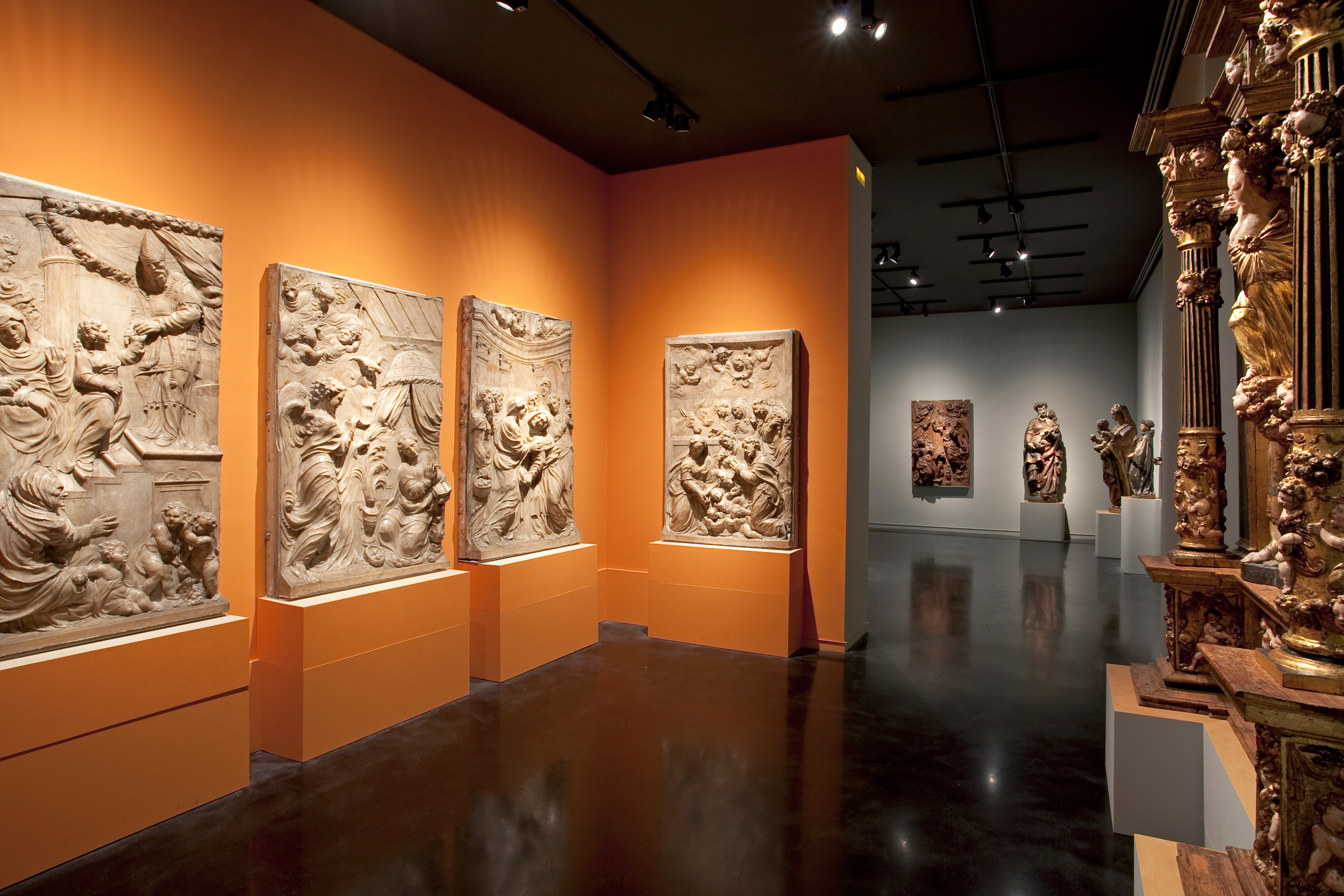
Sala de Escultura
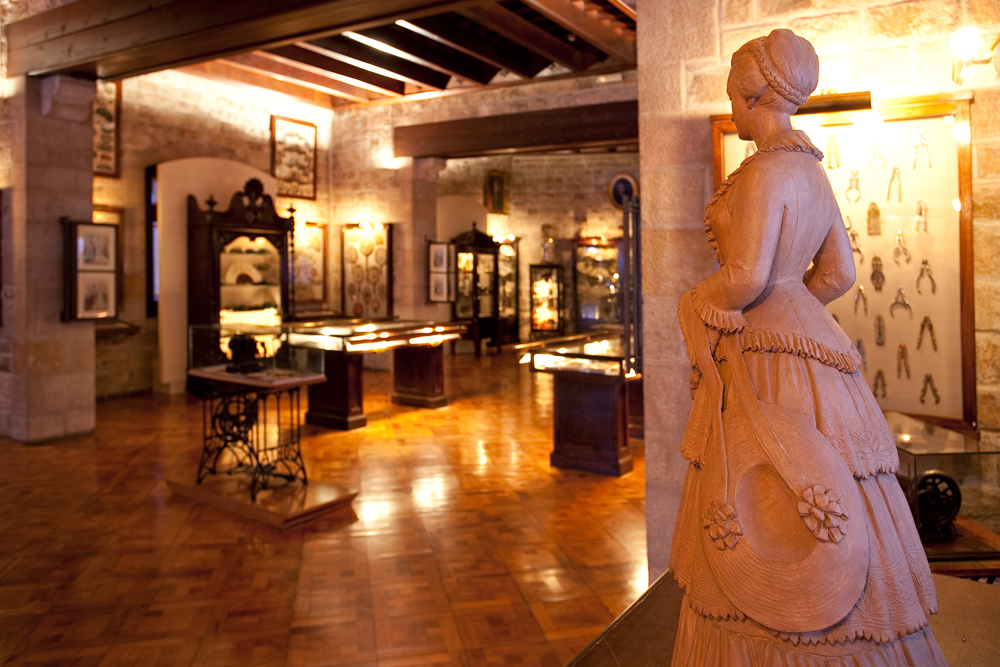
Sala Femenina
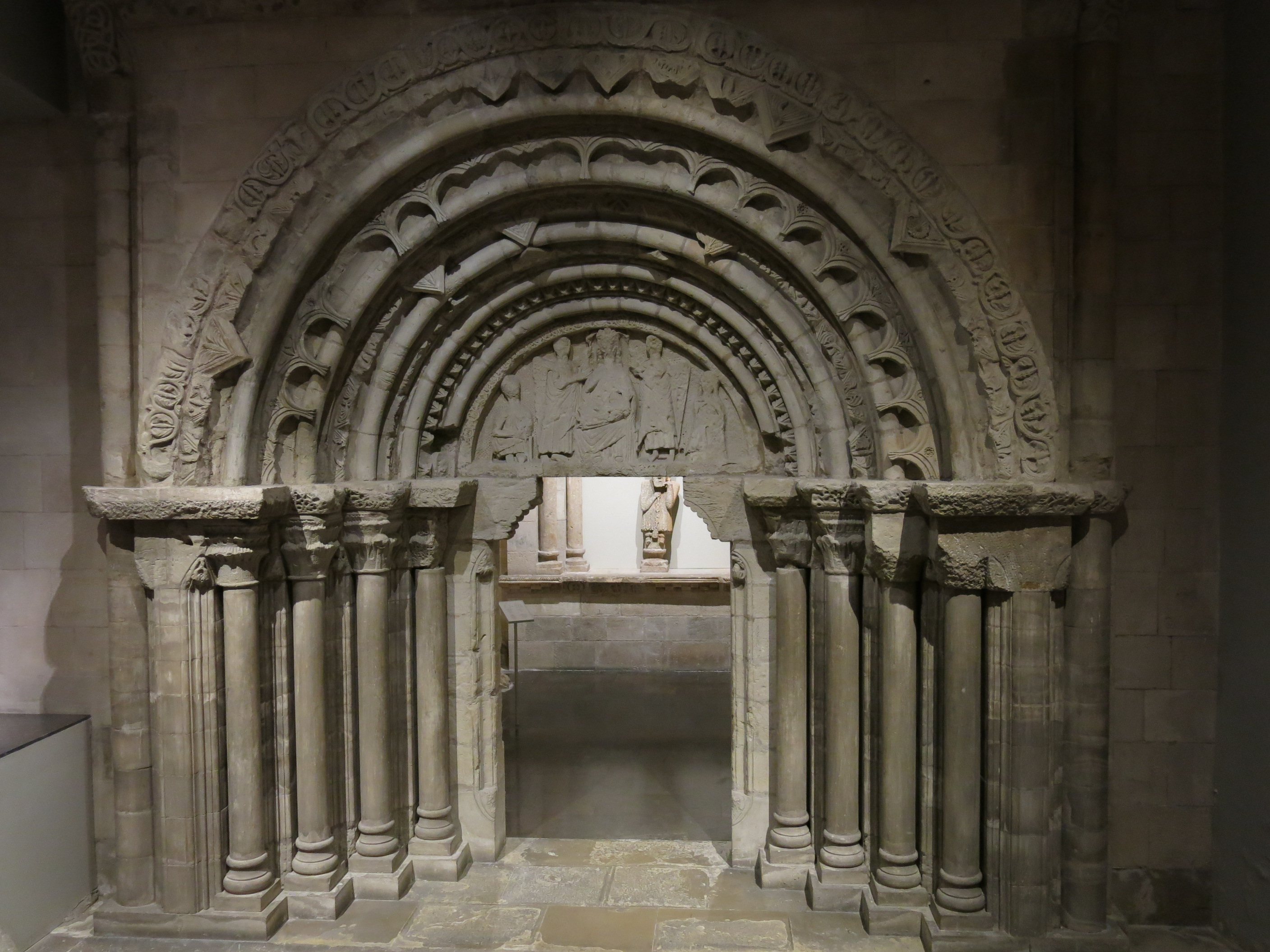
Romaans portiek
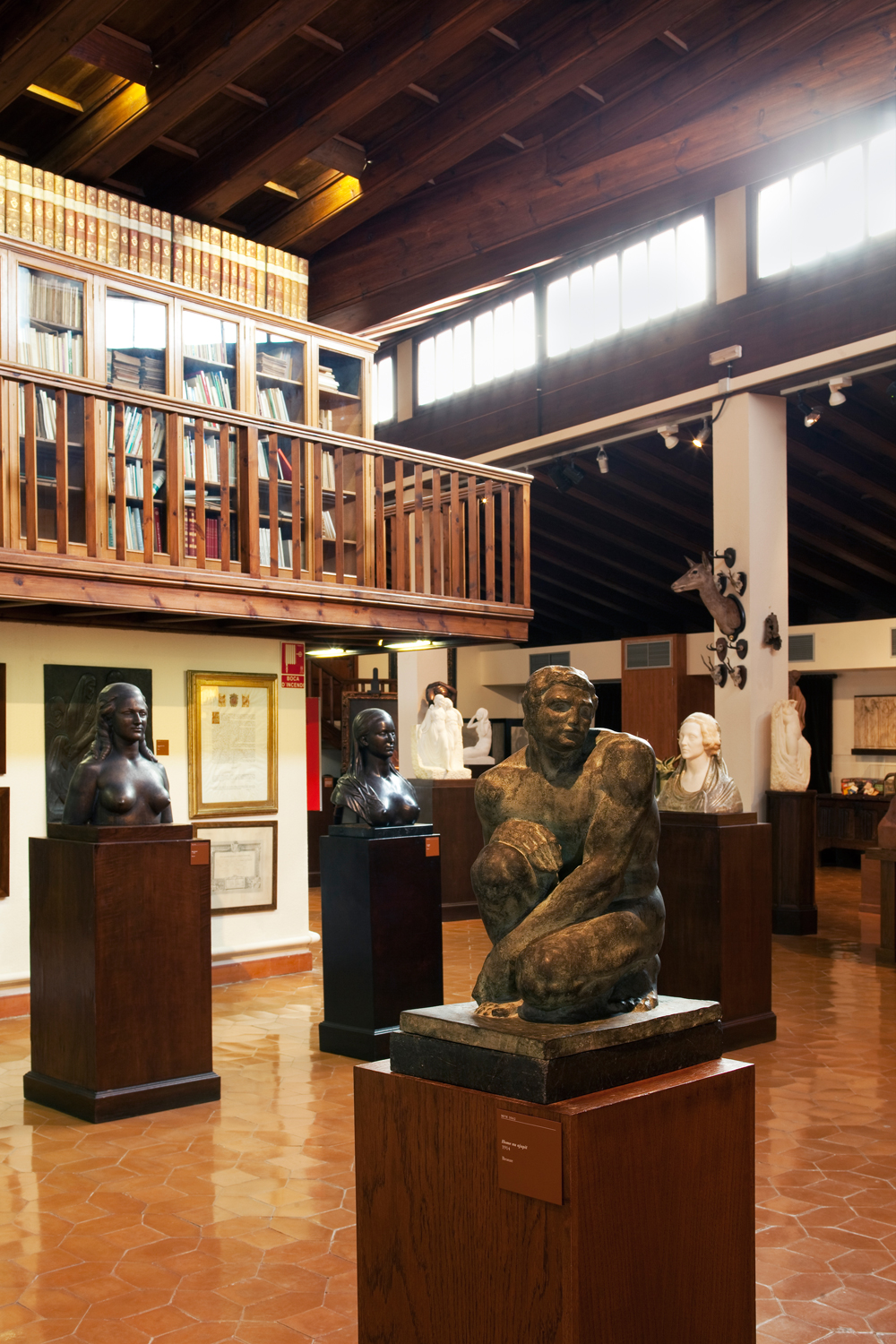
Estudio-biblioteca